# Run of site
Run of site (ROS) – emisja reklamy w obrębie danej witryny. W przypadku portalu ogólnotematycznego zakup Run of Site oznacza kampanię nakierowaną głównie na maksymalnie szeroki zasięg, pomijając tematykę serwisu a co za tym idzie specyfikację grupy. Natomiast jeśli wykupuje się kampanię Run of Site na  portalu tematycznym, wówczas lokuje się ją na portalu, którego grupa docelowa jest zgodna z profilem grupy docelowej kampanii reklamowej.